# Edovum puttleri
Edovum puttleri är en stekelart som beskrevs av Grissell 1981. Edovum puttleri ingår i släktet Edovum och familjen finglanssteklar.
Artens utbredningsområde är:
- Colombia.
- Honduras.
- Italien.

Inga underarter finns listade i Catalogue of Life.